# モンキー・グランド
モンキー・グランド（英: Monkey Gland）はジンベースのカクテル。

## 概要
モンキー・グランドを直訳した場合、「猿の生殖腺」といった意味合いになる。
1920年代にフランスのパリにあるハリーズ・ニューヨーク・バーのハリー・マッケルホーンが、外科医のセージ・ボロノフの功績を讃えるために考案した。ボロノフは男性機能回復のために猿の睾丸組織を人間に移殖する研究を行っていた。当時、カクテルのモンキー・グランドも男性機能不全に効果があると考えられていた。
モンキー・グランドの材料は、ヨコハマのレシピからウォッカを抜いたものであり、マッケルホーンはヨコハマを参考にしたのではないかという考察もある。

## レシピの例
材料
- ジン - 30ml
- オレンジジュース - 30ml
- グレナデンシロップ - 1dash
- アブサン（ペルノー） - 1dash

作り方
1. 材料をシェイクし、カクテルグラスに注ぐ。